# نيلسون (لاعب كرة قدم)
نيلسون (بالبرتغالية: Nílson Esídio Mora‏) هو لاعب كرة قدم برازيلي في مركز الهجوم، ولد في 19 نوفمبر 1965 في Santa Rita do Passa Quatro ‏ في البرازيل. شارك مع منتخب البرازيل لكرة القدم. أما مع النوادي، فقد لعب مع أتلتيكو باراناينسي وأتلتيكو مينيرو وبورتوغيزا سانتيستا وتيغريس أونال وجمعية بورتوغيزا الرياضية وريال بلد الوليد وسانتو أندريه وسيلتا فيغو وغريميو بورتو أليغرينزي ونادي ألباسيتي ونادي اتلتيكو سوروكابا ونادي إنترناسيونال ونادي بالميراس ونادي بونتي بريتا ونادي ريو برانكو ونادي سبورتينغ كريستال ونادي فاسكو دا غاما ونادي فلامنغو ونادي فلومينينسي ونادي كورينثيانز ونادي يونيفرسيتاريو.

## وصلات خارجية
- نيلسون على موقع قاعدة بيانات كرة القدم.إي يو (الإنجليزية)
- نيلسون على موقع ناشيونال فوتبول تيمز (الإنجليزية)